# Miguel Comminges
Miguel Comminges (Les Abymes, 16 marzo 1982) è un ex calciatore francese, di ruolo difensore.